# 胡富
胡富（1445年—1522年），字永年，南京徽州府績溪縣（今安徽省績溪縣），祖籍河南濮陽，明朝政治人物，官至南京戶部尚書。

## 生平
胡富出生於安徽績溪龍川胡氏望族。應天府鄉試第一百三十名，成化十四年（1478年）戊戌科進士，授南京大理評事。弘治初年，歷任福建按察司僉事。后因丁憂離去，除服后，弘治八年（1495年）六月起用為山東按察司僉事，九年十月升廣東按察司副使，平定四會等地瑤亂。十六年十二月升湖廣按察使，升陝西右布政使，正德元年（1506年）正月轉本司左布政使。二年九月入為順天府府尹。正德三年六月進南京大理寺卿，四年八月遷南京戶部右侍郎。正德五年正月，因大理時勘事遲緩連坐，勒令致仕，為劉瑾之意。劉瑾被誅后，再次起用原职。正德七年正月，拜為南京戶部尚書，當時南京倉儲僅夠支出一年，胡富在位三年時間后，能夠有六年積儲。十年十二月以宁老致仕，辭職歸鄉。嘉靖元年（1522年）卒。贈太子少保，謚康惠。

## 家族
曾祖胡德裕，教谕。祖父胡士良。父胡道弘。母方氏。慈侍下。兄汝器、汝囗。娶鄭氏。
績溪龍川胡氏後世中亦有明朝遼東巡撫胡宗明，兵部尚書胡宗宪、清朝徽商胡炳衡、中共中央总书记兼国家主席胡锦涛等，龙川胡氏宗祠亦被称为“江南第一祠”。

## 纪念
在绩溪县，为纪念胡富所立的牌坊，前后共有多座：
1. 奕世尚书坊（龙川村）
2. 尚书府石坊（浒里村）
3. 世科坊（龙川村），已毁
4. 进士坊，已毁
5. 地官坊（龙川村），已毁

在浒里村，原有胡富尚书府世恩堂和胡富墓，已不存。